# Bandera arc del cel
La bandera arc del cel, també coneguda com a bandera Arc de Sant Martí, bandera iris o simplement bandera gai és l'ensenya representativa dels colors de l'Arc de Sant Martí, generalment ordenats creixentment en funció del nivell energètic (roig, taronja, groc, verd, blau, indi i violat).
Històricament aquesta bandera ha sigut emprada per distints organismes i amb diversos significats sent el més conegut l'ús per part del col·lectiu homosexual d'ençà 1978. No obstant això, també cal esmenar el seu ús com a símbol pacifista o per l'Aliança Cooperativa Internacional.
Políticament, banderes similars com ara l'anomenada Wiphala, han sigut utilitzades per moviments reivindicatius dels drets andins.

## Història i us

### Reforma Protestant
Thomas Müntzer (1489-1525), el reformador d'idees revolucionàries sol representar-se amb una bandera d'aquest tipus. Com ara una estàtua dedicada a la ciutat alemanya de Stolberg. A més a més, durant les revolucions camperoles alemanyes del segle setze, reapareix l'ensenya juntament amb la "Bundschuh", la bota camperola, símbols d'esperança futura de canvi social.

L'arc del cel apareix en la Bíblia quan Déu marca la fi del Diluvi Universal a Noè.

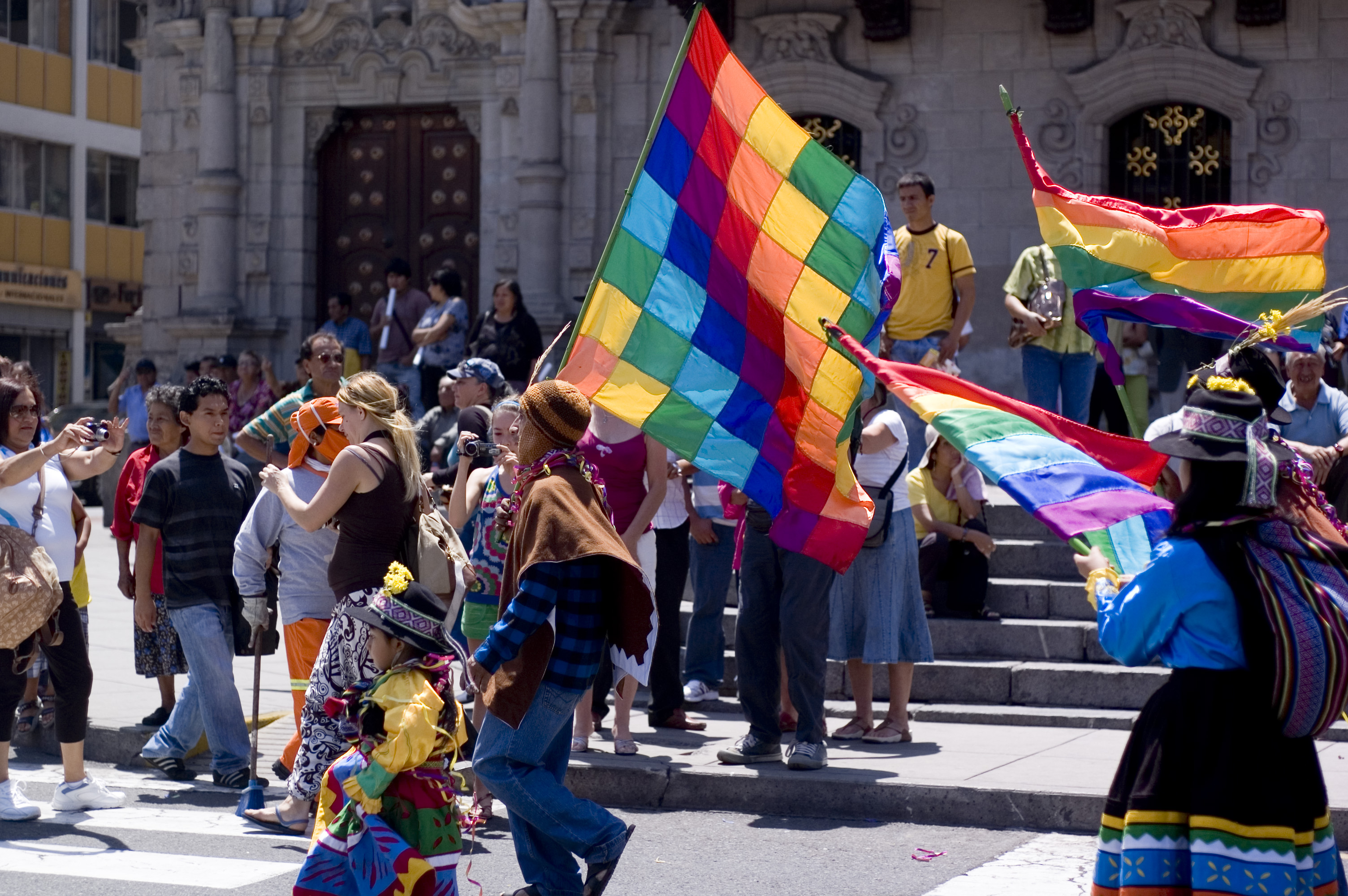
Wiphala emprada per manifestants peruans a Lima l'any 2011.

### Moviments andins
L'anomenada Wiphala, amb diverses composicions cromàtiques apareix freqüentment als països andins (Perú, Bolívia, Equador, Xile, Colòmbia, Veneçuela i Argentina). Suposadament, la Wiphala fou emblema de l'imperi inca, associada també amb Tawantin Suyu, no obstant això la representació verificable més antiga data del segle divuit durant les revoltes de Túpac Amaru contra el virregnat del Perú.
Actualment, la bandera és oficial a la ciutat de Cusco d'ençà 1978, és també cooficial a Bolívia on, segons la Constitució d'octubre de 2008; i en l'Equador s'associa amb el partit polític indigenista Pachakutik (1995).

### Thomas Paine
Paine, escriptor durant la Guerra d'independència americana proposà variacions navals de l'ensenya com símbols de neutralitat en temps de guerra.

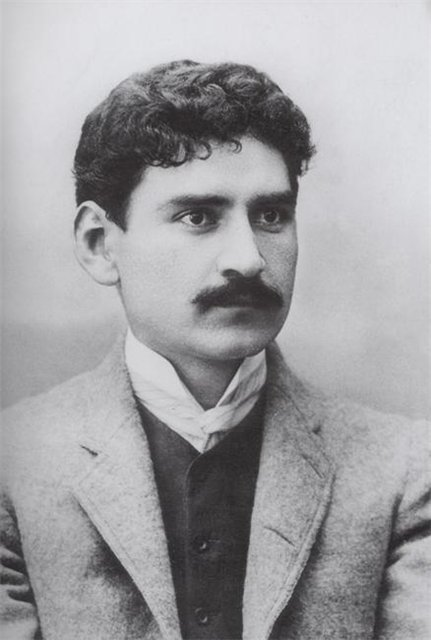
Martiros Saryan, promotor de la bandera del cel armènia.

### Budisme
Corrents budistes a Sri Lanka proposaren aquesta bandera l'any 1885. Adoptada l'any 1950 per l'Organització Mundial de Budistes, amb lleugeres modificacions de color.

### Primera República Armènia
L'artista Martiros Saryan proposà aquesta bandera després la independència del país l'any 1919. Tot-i-que no fou finalment adoptada, col·lectius per la memòria del Genocidi armeni continuen emprant-la.

### Aliança Cooperativa Internacional
L'Aliança Cooperativa Internacional usà una bandera multicolor fins a l'any 2001.
Simbòlicament la bandera representa l'Arc de Sant Martí i la prosperitat assolida mitjançant la cooperació internacional.

### Meher Baba
Meher Baba creà un disseny l'any 1924 assegurant que els colors de l'ensenya representen l'ascens individual des dels sentiments més profans com ara l'odi i el desig sexual (metafòricament rojos) a la comunió divina (violat). D'ençà la seua mort en 1969, cada any la seua tomba (samadhi) a la localitat índia de Meherabad és decorada amb variacions de la bandera arc del cel.

Bandera pacifista.

### Pacifisme
A Itàlia aquesta bandera s'utilitza amb reivindicacions pacifistes d'ençà l'any 1961. Guanyà especial interés durant les protestes a la Guerra de l'Iraq l'any 2002 sota el moviment Pace da tutti i balconi (pau des d'els balcons). Generalment, lleugeres modificacions eres introduïdes com ara eslògans o paraules amb lletra blanca sobre l'ensenya.

### Bene Ohr
El moviment jueu Bene Ohr ("Fills de la Llum") als Estats Units adoptà banderes d'aquest estil després que Rabbi Zalman Schachter-Shalomi hi presentés el disseny durant 1961.
Els colors representen símbols de la càbala i amb la incorporació de barres negres intercalades entre cada color, es pretenia representar totes les facetes de la Divinitat.

### Nacionalisme Basc
El partit polític d'esquerra nacionalista Herri Batasuna (1978-2001) utilitzà una Ikurriña modificada amb els colors de l'Arc de Sant Martí.

### Moviment LGTB

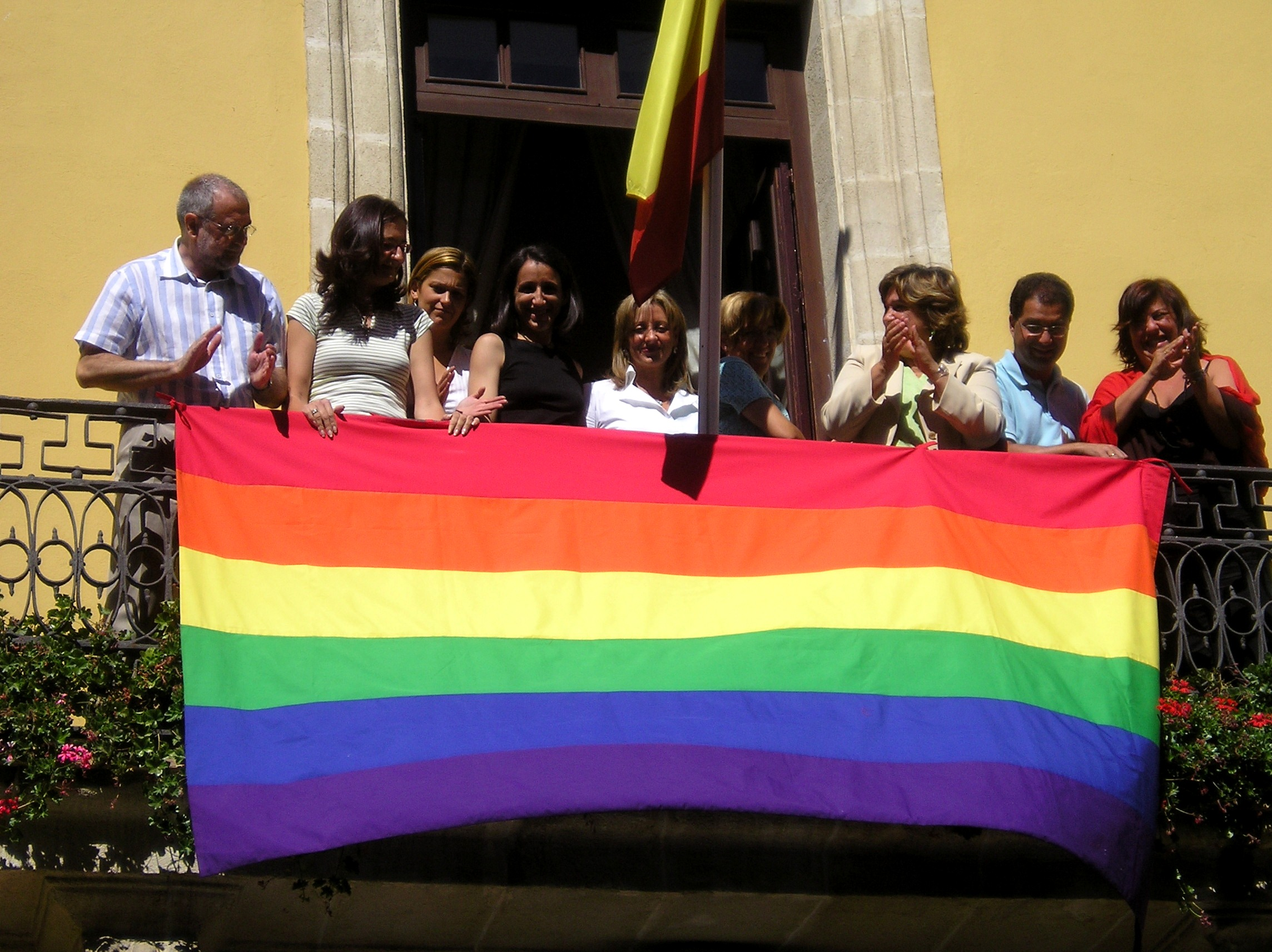
Exemplar penjat al balcó de l'ajuntament de Jerez amb motiu de l'orgull homosexual l'any 2005.

Al moviment LGTB (lesbianes, gais, transsexuals i bisexuals) popularitzà l'ús modern de la bandera quan fou adoptada per l'artista Gilbert Baker coma símbol de la comunitat homosexual de San Francisco l'any 1978.
La barreja de colors emfatitza la diversitat dintre del col·lectiu amb lleugeres modificacions com l'addició d'una barra negra durant els anys huitanta amb l'auge de la SIDA i la posterior supressió del mateix estandarditzant les sis barres.
La defensa dels drets dels homosexuals és, sense cap dubte, la raó més comuna d'ús d'aquesta ensenya al primer món, arribant al punt de comercialitzar diferents productes com ara arracades, samarretes, cotxes... Amb aquest patró visual.

### Sud-àfrica
L'ensenya nacional és, ocasionalment, anomenada bandera arc del cel.

### Óblast jueu
L'any 1996 l'óblast (divisió territorial de la Federació rusa) jueu, situat a l'extrem orient contra la frontera xinesa adoptà aquesta bandera en representació de la Menorà.

### Patrioty Rossii(Патриоты России)
El partit polític nacionalista "Патриоты России" (rus: patriòtes russos) té com a motiu central de la seua bandera l'Arc de Sant Martí.

## Significat dels colors

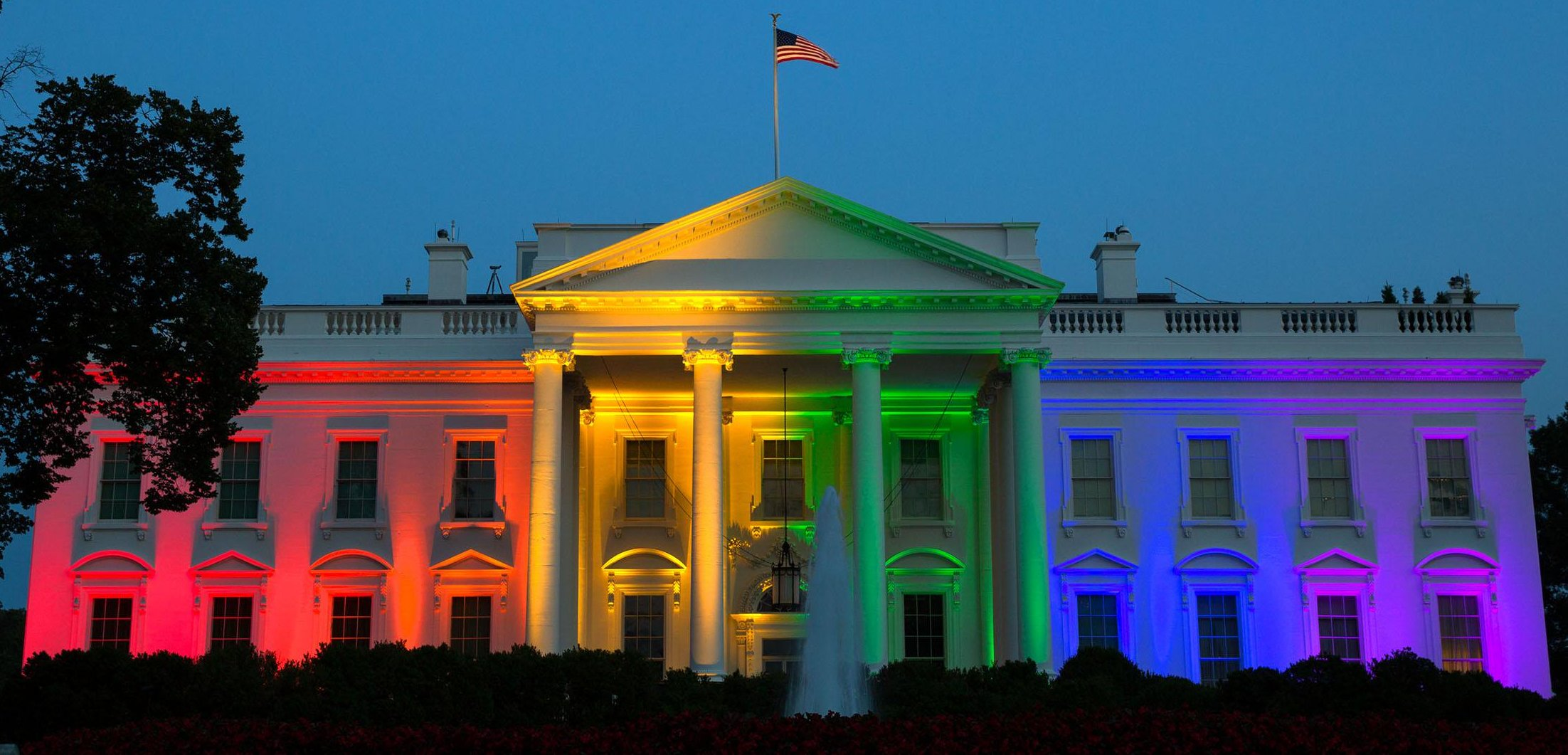
La Casa Blanca il·luminada.

Varia segons moviments i ús però, d'acord amb la cosmovisió occidental, les interpretacions més esteses són:
- Roig: vida, amor, passió...
- Taronja: salut i sanació.
- Groc: rajos solars, esperança.
- Verd: la natura.
- Blau: nit, harmonia i pau.
- Violat: esperit, feminisme.